# Alexandre Nevski
São Alexandre Iaroslaviche Nevskí (em russo:  Алекса́ндр Яросла́вич Не́вский; pronunciado [ɐlʲɪˈksandr jɪrɐˈsɫavʲɪtɕ ˈnʲɛfskʲɪj] (escutarⓘ); 13 de maio de 1221 – 14 de novembro de 1263) foi Príncipe de Novogárdia (1236–40, 1240–56 e 1258-1259), Grão-Príncipe de Kiev (1236–52) e Grão-Príncipe de Vladimir-Susdália (1252–63) durante alguns dos momentos mais difíceis da história da Rússia de Quieve.
Comumente considerado uma figura-chave da Rússia medieval, Alexandre — neto de Vsevolod III de Vladimir — adquiriu um status lendário por suas vitórias militares sobre os invasores alemães e suecos, enquanto, como seus antecessores, continuou a pagar tributos à poderosa Horda Dourada. Ele foi canonizado pela Igreja Ortodoxa Russa, por Macarius, em 1547.

## Grandes vitórias

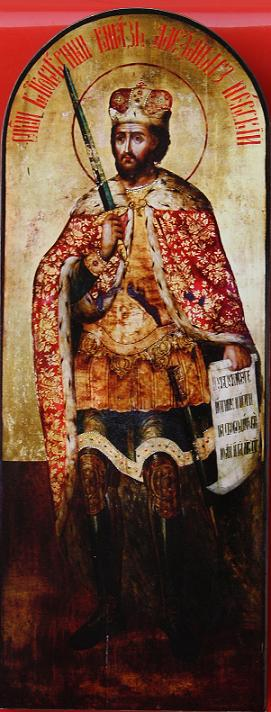
Santo Alexandre

Nascido em Pereslávia, Alexandre foi o vigésimo quarto filho do príncipe Yaroslav Vsevolodovich, e aparentemente tinha pouca chance de reclamar o trono dourado de Vladimir. Em 1236, contudo, ele foi chamado pelos novogárdianos para se tornar o príncipe de Novogárdia (cnezo) e, como líder militar da cidade, defender as terras a noroeste dos invasores suecos e alemães. Após o desembarque do exército sueco na confluência dos rios Izhora e Neva, Alexandre e seu pequeno exército atacaram repentinamente, em 15 de julho de 1240, destruindo completamente o exército sueco. A Batalha do Neva de 1240 salvou a Rússia de uma invasão inimiga em larga escala pelo norte. Como resultado, Alexandre, com 19 anos, recebeu o nome "do Neva" (Nevsky, em russo). A vitória fortaleceu a influência política de Alexandre, mas ao mesmo tempo deteriorou sua relação com os boiares. Logo, Alexandre precisou abandonar Novogárdia por causa deste conflito.
Após a invasão da Rússia pelos Cavaleiros Teutónicos, as autoridades de Novogárdia convocaram Alexandre. Na primavera de 1241 ele retornou do "exílio", reuniu rapidamente um exército e expulsou os invasores das cidades russas. Muitos historiadores russos consideram o cerco de Kopor'ye e Pskov como um exemplo da sofisticada arte militar de sitiar fortalezas. Alexandre e seus homens enfrentaram a cavalaria teutónica, comandada pelo Magistério da Ordem, Hermann, irmão de Albert de Buxhoeveden, o Cristianizador Católico da Livônia. Alexandre enfrentou o inimigo sobre o gelo do lago Chudskoye, e esmagou os Cavaleiros Teutónicos durante a Batalha do Lago Peipus em 5 de abril de 1242. As tentativas germânicas de invadir a Rússia continuaram sendo frustradas durante muitos séculos.
A vitória de Alexandre foi um evento significativo na história da Idade Média. A infantaria russa havia cercado e derrotado um exército de cavaleiros montados, protegidos por armaduras pesadas, muito antes que os infantes do oeste europeu aprendessem a derrotar cavaleiros montados. A grande vitória de Alexandre contra a Ordem Teutónica aparentemente envolveu a morte de poucos cavaleiros, e não as centenas indicadas por historiadores russos; as primeiras batalhas medievais decisivas foram conquistadas e perdidas por forças pequenas, aos olhos modernos. O valor cultural da vitória era incrivelmente maior do que seu valor estratégico, naquela época, e até hoje. (2011)

## Político sagaz
Após a invasão teutónica, Alexandre continuou a fortalecer o noroeste russo. Despachou enviados para a Noruega e, como resultado, assinou um acordo de paz entre Novogárdia e a Noruega, em 1251. Alexander liderou seu exército até à Finlândia e derrotou os suecos, que tentavam novamente bloquear o mar Báltico russo em 1256.
Alexandre era um político cauteloso, que enxergava longe. Ignorou as tentativas da Cúria Romana de causar a guerra entre a Rússia e a Horda Dourada, pois entendia quão desnecessária seria uma guerra com os tártaros naquele momento, pois eles eram invencíveis. Historiadores divergem quanto ao comportamento de Alexandre em relação aos mongóis.
Provavelmente, ele sabia que as investidas católico romanas eram uma ameaça mais tangível à identidade nacional russa do que o pagamento de tributo ao cã, que não se importava com a religião ou cultura russas. Talvez ele tenha mantido a Rússia vassala dos mongóis intencionalmente, para preservar sua própria posição, e também utilizar a Horda contra possíveis desafios à sua autoridade (ele forçou os cidadãos de Novogárdia a pagar tributo a eles, para tentar impedir uma possível ocupação mongol do norte russo). Alexandre tentou fortalecer sua autoridade como príncipe, às custas dos boiardos, enquanto suprimia levantes anti-feudais no país (levante em Novogárdia em 1259).
De acordo com a versão mais plausível, a intenção de Alexandre era impedir que o enorme exército mongol invadisse e arruinasse a Rússia. Relatos confirmam que ele foi pessoalmente até a Horda e conseguiu eximir os russos de combater ao lado do exército tártaro em suas guerras contra outros povos.

## O legado de Alexandre
Graças à amizade com Sartaque, filho de Batu Cã, Alexandre foi instaurado como Grão Príncipe de Vladimir (ou seja, supremo comandante russo) em 1252. Uma década depois, Alexandre morreu na cidade de Gorodets-sobre-o-Volga, enquanto regressava de Sarai, a capital da Horda Dourada. Foi enterrado em Vladimir.
No final do século XIII foi compilada uma crônica chamada A Vida de Alexandre Nevsky (Житие Александра Невского), na qual ele é descrito como um príncipe-soldado ideal, e defensor da Rússia. Em 21 de maio de 1725, o czar criou a Ordem de Alexandre Nevsky, uma das mais altas condecorações militares. Durante a Grande Guerra Patriótica (29 de julho de 1942), a Ordem de Alexandre Nevsky soviética foi criada para reviver a memória da luta de Alexandre contra os alemães.
Sergei Eisenstein realizou um de seus maiores filmes, Alexandre Nevsky, sobre Alexandre e sua vitória sobre os Cavaleiros Teutônicos. A trilha para o filme foi composta por Sergei Prokofiev, que também arranjou uma versão para concerto. A frase de Alexandre no filme, "Aquele que vier até nós com uma espada, pela espada morrerá" (uma citação da frase bíblica "Aquele que vive pela espada, pela espada morrerá") tornou-se um chavão dos patriotas russos.
A veneração de Alexandre Nevsky como santo começou logo após a sua morte. As relíquias do príncipe foram descobertos após uma visão religiosa imediatamente antes da Batalha de Kulikovo no ano de 1380 e seu corpo estava incorrupto. Foi glogificado (canonização na Igreja Ortodoxa) em 1547 e é festejado em 23 de novembro. Por ordem de Pedro, o Grande, as relíquias de Nevski foram transportadas para a Lavra de Alexandre Nevski em São Petersburgo, onde elas permanecem até hoje, e uma segunda festa, em 30 de agosto, foi instituída para comemorar o evento.
A Catedral de Alexandre Nevsky, em Sófia, Bulgária, tem o seu nome, em homenagem aos soldados russos que morreram durante a Guerra Russo-Turca de 1877-1878.